# 1878 في فرنسا
فيما يلي قوائم الأحداث التي وقعت خلال عام 1878 في فرنسا.

## كتب
من الكتب التي صدرت هذه السنة في فرنسا:
- 1 يناير – بلا عائلة من تأليف هيكتور مالو.
- 1 يناير – قبطان في الخامسة عشر من تأليف جول فيرن.

## مواليد

### فبراير
- 5 فبراير – أندريه سيتروين
- 5 فبراير – جان بيكريل فيزيائي فرنسي.
- 28 فبراير – بيير فاتو رياضياتي فرنسي.

### مارس
- 13 مارس – رينيه بلوم مصمم رقص فرنسي.
- 28 مارس – بول يموان

### مايو
- 3 مايو – جان شياب
- 7 مايو – إيزابيلا أميرة أورليان أميرة فرنسية.
- 29 مايو – رينيه مير
- 30 مايو – روجر فنسنت ممثل فرنسي.

### يونيو
- 10 يونيو – أوجين بلوخ فيزيائي فرنسي.
- 16 يونيو – ألبرت توماس سياسي فرنسي.
- 19 يونيو – إدموند جالو كاتب فرنسي.

### يوليو
- 22 يوليو – لوسيان فيبر مؤرخ فرنسي.

### أكتوبر
- 15 أكتوبر – بول رينو سياسي فرنسي.
- 26 أكتوبر – لويز هرفيو

### ديسمبر
- 23 ديسمبر – لويس ديشان سياسي فرنسي.

## وفيات

### يناير
- 7 يناير – فرانسوا فنسنت راسبيل (مواليد 1794)
- 18 يناير – أنطوان سيزار بيكريل (مواليد 1788)

### فبراير
- 10 فبراير – كلود برنارد (مواليد 1813)

### مارس
- 7 مارس – ألفرد فرانسوا دونيه (مواليد 1801)
- 20 مارس – كلود أوغست لامي (مواليد 1820)

### أبريل
- 8 أبريل – أوجين بلغران (مواليد 1810) مهندس مدني فرنسي.

### يوليو
- 15 يوليو – موريس چولى (مواليد 1829)

### سبتمبر
- 2 سبتمبر – جارسان دي تاسي (مواليد 1794)